# Исланд на Европском првенству у атлетици на отвореном 2014.
Исланд је учествовао на 22. Европском првенству у атлетици на отвореном 2014. одржаном у Цириху од 12. до 17. августа. Ово је било двадесето европско првенство у атлетици на отвореном на којем је Исланд учествовао. Репрезентацију Исланда представљало је пет спортиста (2 мушкарца и 3 жена) који су се такмичили у шест дисциплина (2 мушке и 4 женске).
На овом првенству представници Исланда нису освојили ниједну медаљу.

## Учесници
| Мушкарци: - Kári Steinn Karlsson — Маратон - Gudmundur Sverrisson — Бацање копља | Жене: - Хафдис Сигурдардотир — 200 м, Скок удаљ - Анита Хинриксдотир — 800 м - Асдис Хјалмсдотир — Бацање копља |  |

## Резултати

### Мушкарци
| Атлетичар            | Дисциплина   | Лични рекорд | Квалификације | Квалификације | Полуфинале           | Полуфинале           | Финале               | Финале               | Детаљи |
| Атлетичар            | Дисциплина   | Лични рекорд | Резултат      | Место         | Резултат             | Место                | Резултат             | Место                | Детаљи |
| -------------------- | ------------ | ------------ | ------------- | ------------- | -------------------- | -------------------- | -------------------- | -------------------- | ------ |
| Kári Steinn Karlsson | Маратон      | 2:17:12 НР   |               |               |                      |                      | 2:21:56              | 34 / 50 (72)         |        |
| Gudmundur Sverrisson | Бацање копља | 80,66        | Без пласмана  | Без пласмана  | Није се квалификовао | Није се квалификовао | Није се квалификовао | Није се квалификовао |        |

### Жене
| Атлетичарка          | Дисциплина   | Лични рекорд | Квалификације   | Квалификације | Полуфинале            | Полуфинале            | Финале                | Финале       | Детаљи |
| Атлетичарка          | Дисциплина   | Лични рекорд | Резултат        | Место         | Резултат              | Место                 | Резултат              | Место        | Детаљи |
| -------------------- | ------------ | ------------ | --------------- | ------------- | --------------------- | --------------------- | --------------------- | ------------ | ------ |
| Анита Хинриксдотир   | 800 м        | 2:00,49 НР   | 2:02,12 кв, ЛРС | 5. у гр. 1    | 2:02,45               | 6. у гр. 1            | Није се квалификовала | 11 / 29 (30) |        |
| Хафдис Сигурдардотир | 200 м        | 23,93        | 23,93 =ЛР       | 6. у гр. 2    | Није се квалификовала | Није се квалификовала | Није се квалификовала | 28 / 35      |        |
| Хафдис Сигурдардотир | Скок удаљ    | 6,41 НР      | 6,27            | 8. у гр. А    |                       |                       | Нису се квалификовале | 16 / 27 (28) |        |
| Асдис Хјалмсдотир    | Бацање копља | 62,77 НР     | 56,36           | 8. у гр. Б    | 13 / 22               |                       | Нису се квалификовале |              |        |